# Bagno Chlebowo
Rezerwat przyrody Bagno Chlebowo (dawniej: Wielka Płonka) – torfowiskowy rezerwat przyrody położony w gminie Ryczywół, powiecie obornickim (województwo wielkopolskie). Znajduje się na terenie Puszczy Noteckiej, w pobliżu szosy z Obornik do Wałcza, 10 km na północny zachód od Obornik, po południowej stronie wsi Chlebowo.

## Informacje podstawowe
Został utworzony w 1959 na powierzchni 4,42 ha (obecnie podawana wielkość rezerwatu to 4,63 ha). Przedmiotem ochrony jest torfowisko wysokie o budowie dolinkowo-kępowej z charakterystycznymi zespołami roślin bagiennych. Łączna powierzchnia całego torfowiska to około 300 ha. Odwadniane jest przez Kanał Ludomicki.
Obszar rezerwatu podlega ochronie czynnej.

## Podstawy prawne i badania naukowe
- Zarządzenie Ministra Leśnictwa i Przemysłu Drzewnego z dnia 19 czerwca 1959 r. w sprawie uznania za rezerwat przyrody (M. P. z 1959 r. Nr 62, poz. 320)[6]
- Obwieszczenie Woj. Wielkopolskiego z dnia 4 października 2001 r. w sprawie ogłoszenia wykazu rezerwatów przyrody utworzonych do dnia 31 grudnia 1998 r. (Dz. Urz. Woj. Wielkopolskiego Nr 123, poz. 2401)
- Zarządzenie Nr 13/11 Regionalnego Dyrektora Ochrony Środowiska w Poznaniu z dnia 12 kwietnia 2011 r. w sprawie rezerwatu przyrody „Bagno Chlebowo” (Dz. Urz.  Woj. Wielkopolskiego Nr 162, poz. 2644)

Pierwsze badania naukowe (florystyczne) na tym obszarze prowadzono w latach 1933 i 1937. Uniwersytet im. Adama Mickiewicza posiada pojedyncze egzemplarze zielnikowe z tego obszaru z okresu międzywojennego, będące cennym materiałem porównawczym.

## Charakter obszaru
Teren ten jest największym torfowiskiem wysokim (typu atlantyckiego) na terenie Wielkopolski, silnie wyeksploatowanym poprzez wydobywanie torfu. Powstał w wyniku zatamowania odpływu wód polodowcowych przez wydmy nawiane od strony południowej. Rezerwat zajmuje jedynie niewielką, środkową część obszaru – nieckowate zagłębienie wypełnione torfiankami, przy czym centralna część kompleksu to martwe torfowisko wysokie. Całość otaczają wydmy (m.in. Orle i Krzywe Góry), torfowiska przejściowe, zarośla, łąki, pola uprawne i lasy – bory sosnowe z wrzosowiskami i murawami napiaskowymi. Na terenie rezerwatu i w okolicy wyodrębniono 45 typów zbiorowisk roślinnych (19 z nich jest zagrożonych w skali regionu).

## Flora i fauna

### Flora
Opisano tutaj około 350–400 gatunków roślin naczyniowych (5 zagrożonych w Polsce i 29 w Wielkopolsce), 66 gatunków mszaków (11 z nich to torfowcowate - kilka rzadkich w Polsce i Wielkopolsce). 84% stanowią gatunki rodzime. Liczne stanowiska posiada rosiczka okrągłolistna. Poza tym obficie występują torfowiec kończysty, torfowiec magellański, żurawina błotna, wełnianka pochwowata, wełnianka wąskolistna, bagno zwyczajne, borówka brusznica, wrzos pospolity, modrzewnica zwyczajna i olsza czarna. Fantazyjne kształty przybierają rosnące nad torfiankami brzozy brodawkowate i omszone. Niektóre z roślin ustępują z torfowiska, czego przykładem są m.in.: modrzewnica zwyczajna, bażyna czarna (w 2013 nieliczne żywe pędy), czy borówka bagienna. Gatunki inwazyjne to m.in.: aronia śliwolistna i czeremcha amerykańska.

### Fauna
Na terenie rezerwatu i w okolicy występują m.in.: dzik, sarna, jeleń, bóbr europejski, bocian biały, żuraw, kobuz, głowienka, gągoł, kania ruda, bielik zwyczajny (zalatujący), zaskroniec zwyczajny, żaba jeziorkowa, łątkowate, zalotka większa i lin. Żmija zygzakowata ma tu najliczniejszą populację w Wielkopolsce. Na terenie kompleksu prowadzona jest gospodarka łowiecka i regularnie dokarmia się tutaj zwierzęta.

## Zagrożenia przyrodnicze
Teren był eksploatowany gospodarczo (torf) od końca XIX wieku, co spowodowało znaczącą degradację przyrodniczą obszaru, a prace wydobywcze i melioracja nadal częściowo trwają (poza rezerwatem). Skutkiem tych działań jest obniżenie poziomu wód gruntowych. Innymi problemami dotykającymi ten teren są: przenawożenie i zarastanie łąk, penetracja turystyczna (wędkarska), nielegalne wyrzucanie odpadów i transport torfu. Większość torfianek posiada prywatnych właścicieli.

## Obszar Natura 2000
Bagno Chlebowo i okolice stanowią też specjalny obszar ochrony siedlisk Natura 2000 o powierzchni 465,3 ha (nr PLH300016), zatwierdzony 12 grudnia 2008.

## Turystyka
Na teren rezerwatu nie prowadzą żadne znakowane szlaki turystyczne. Dojazd samochodem tylko drogami gruntowymi (piaszczystymi) do Chlebowa (np. przez Lipę), a dalej pieszo. Najlepszą porą na odwiedziny jest maj i początek czerwca, kiedy to masowo kwitnie bagno zwyczajne, pokrywając teren białymi kwiatami, co przypomina kobierzec śniegu.

## Galeria

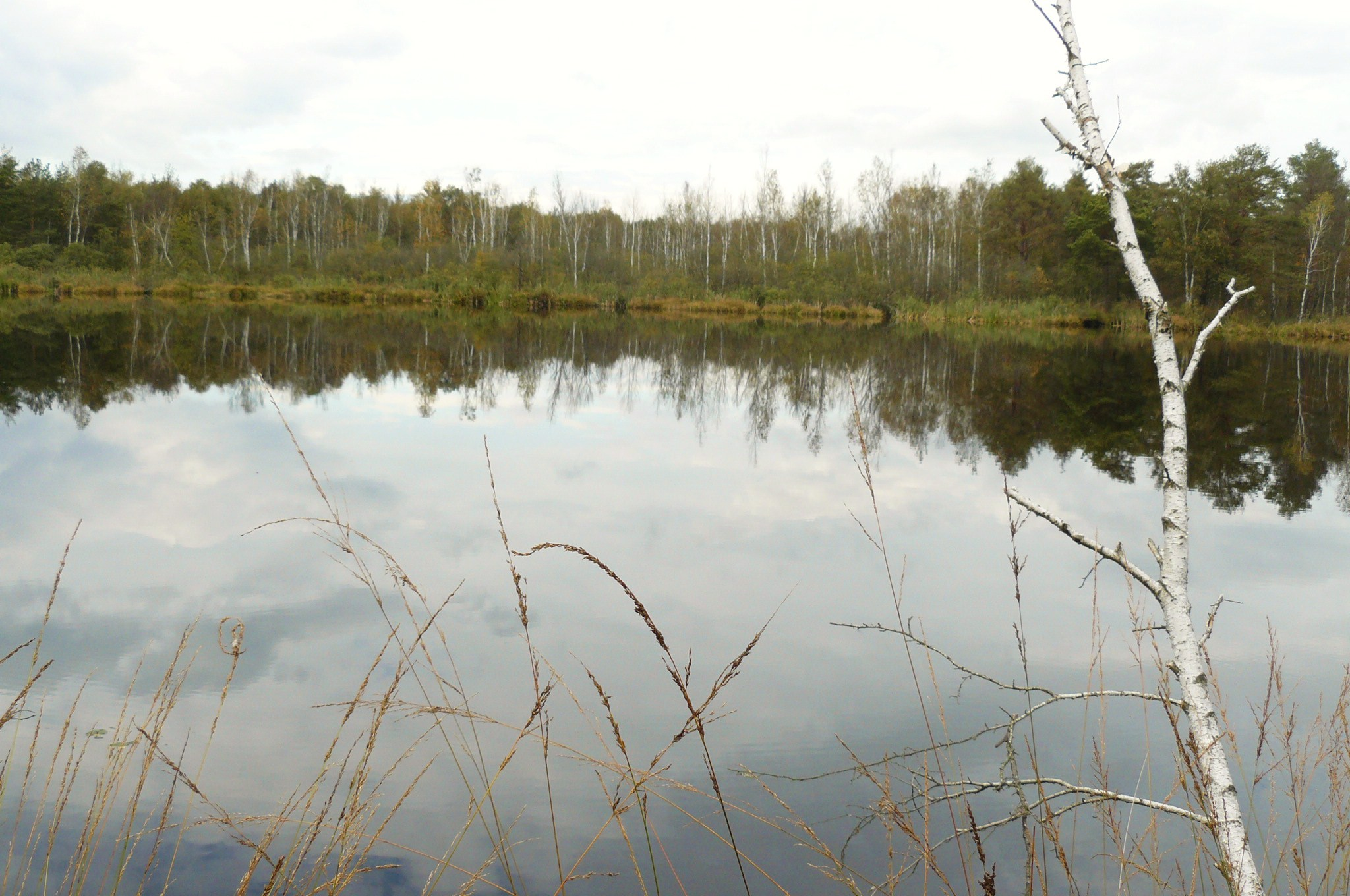
Jedna z największych torfianek
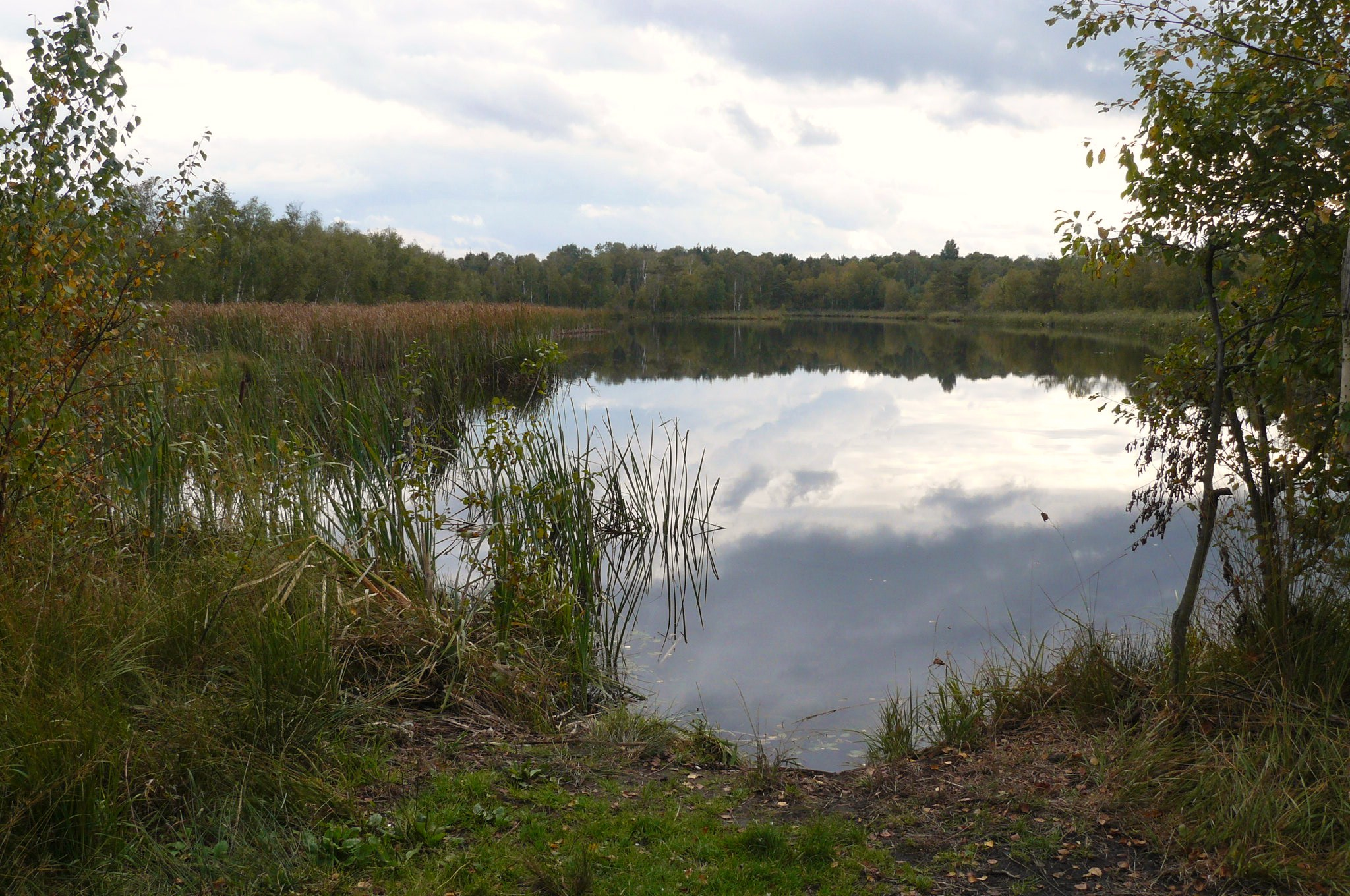
Torfianka
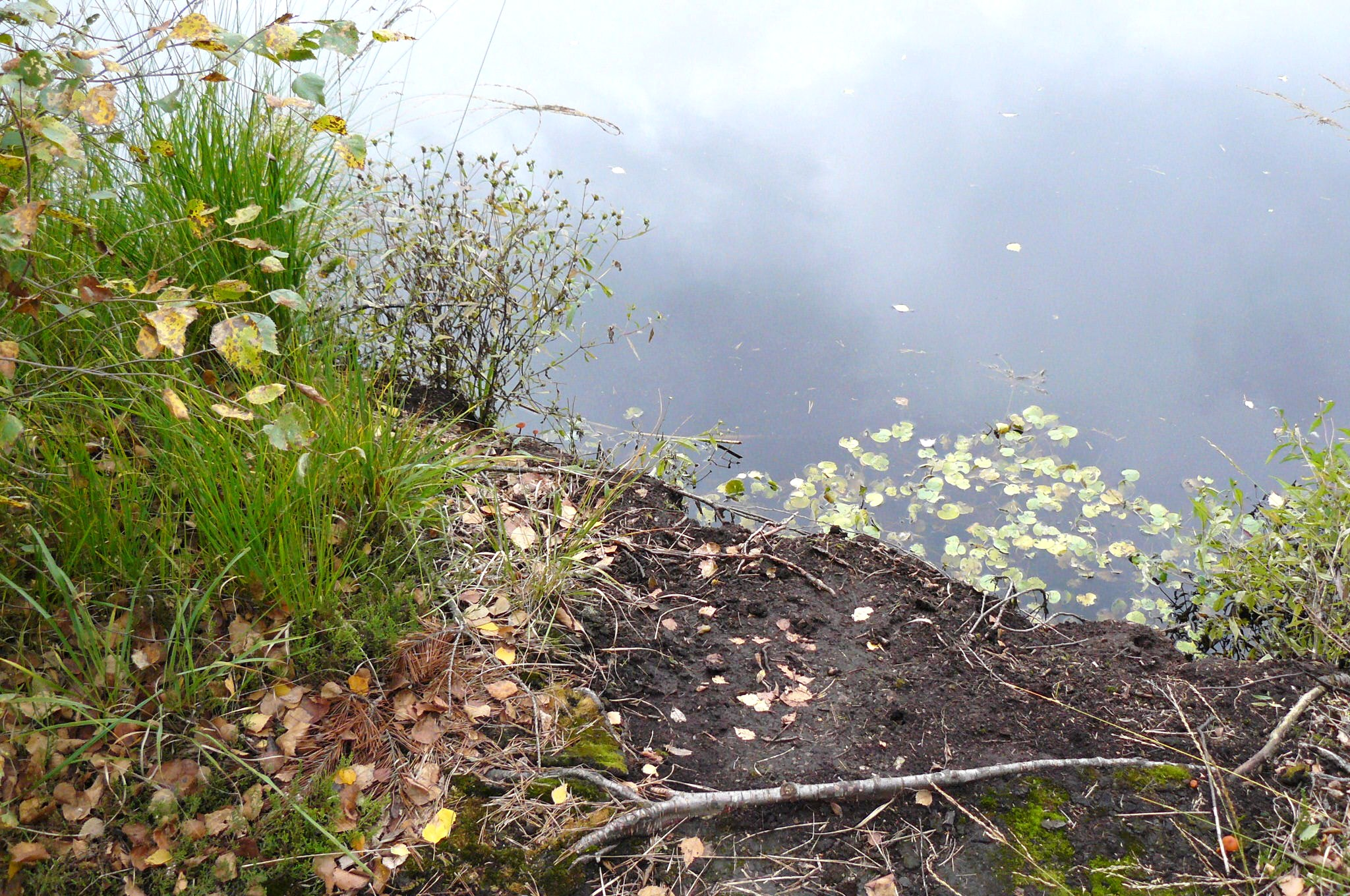
Torf na brzegu torfianki
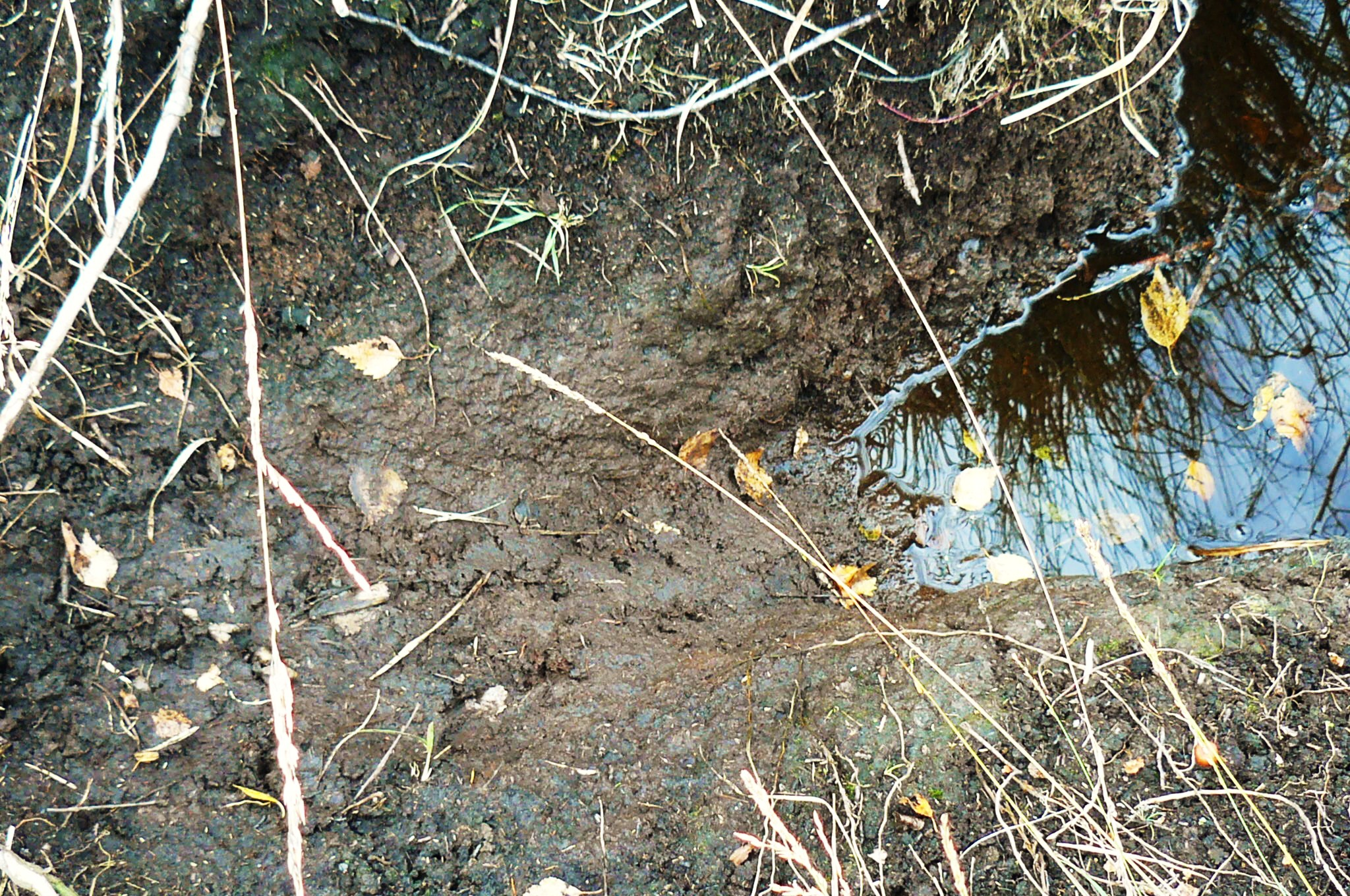
Torf
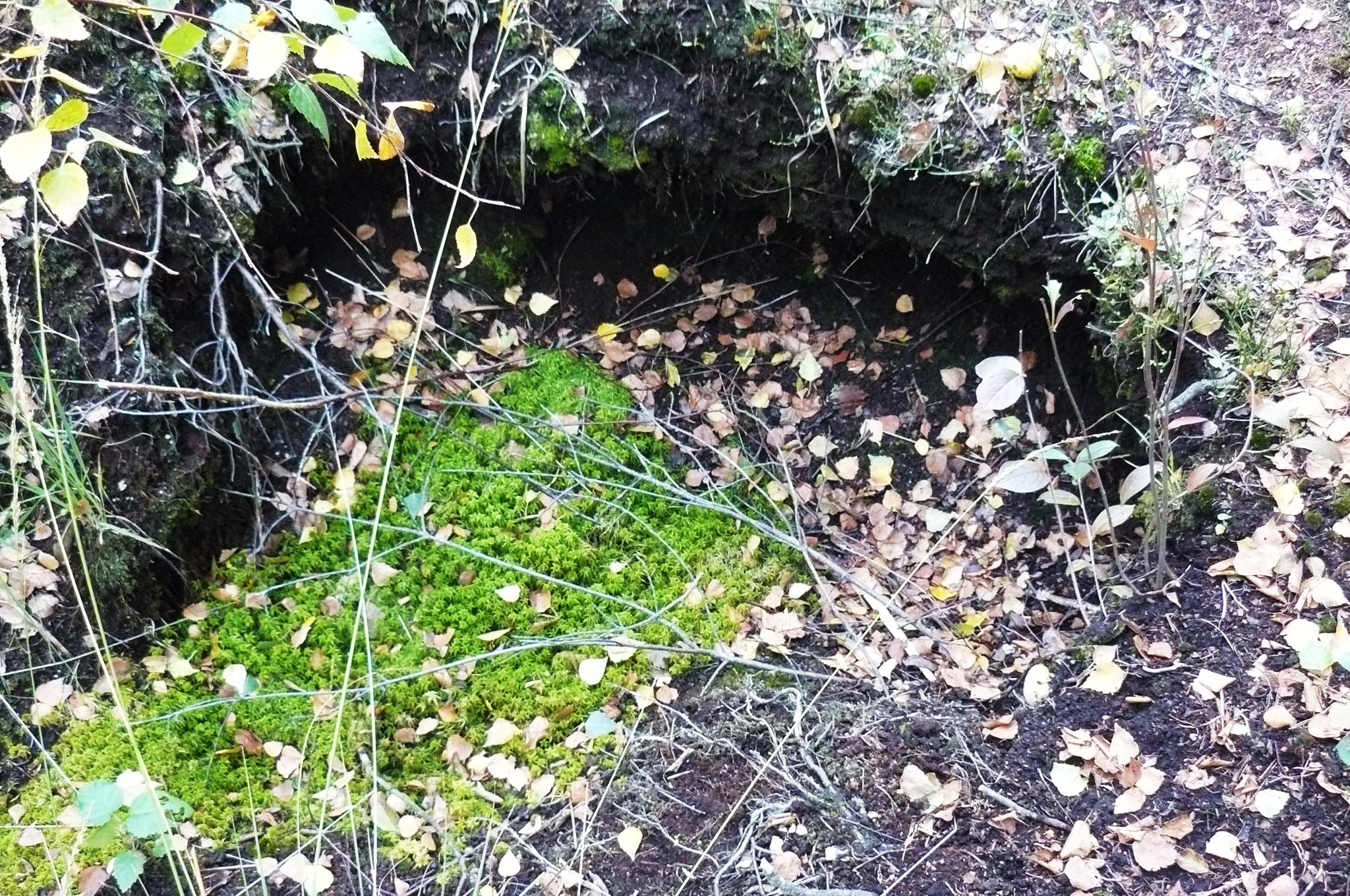
Zapadlisko torfu
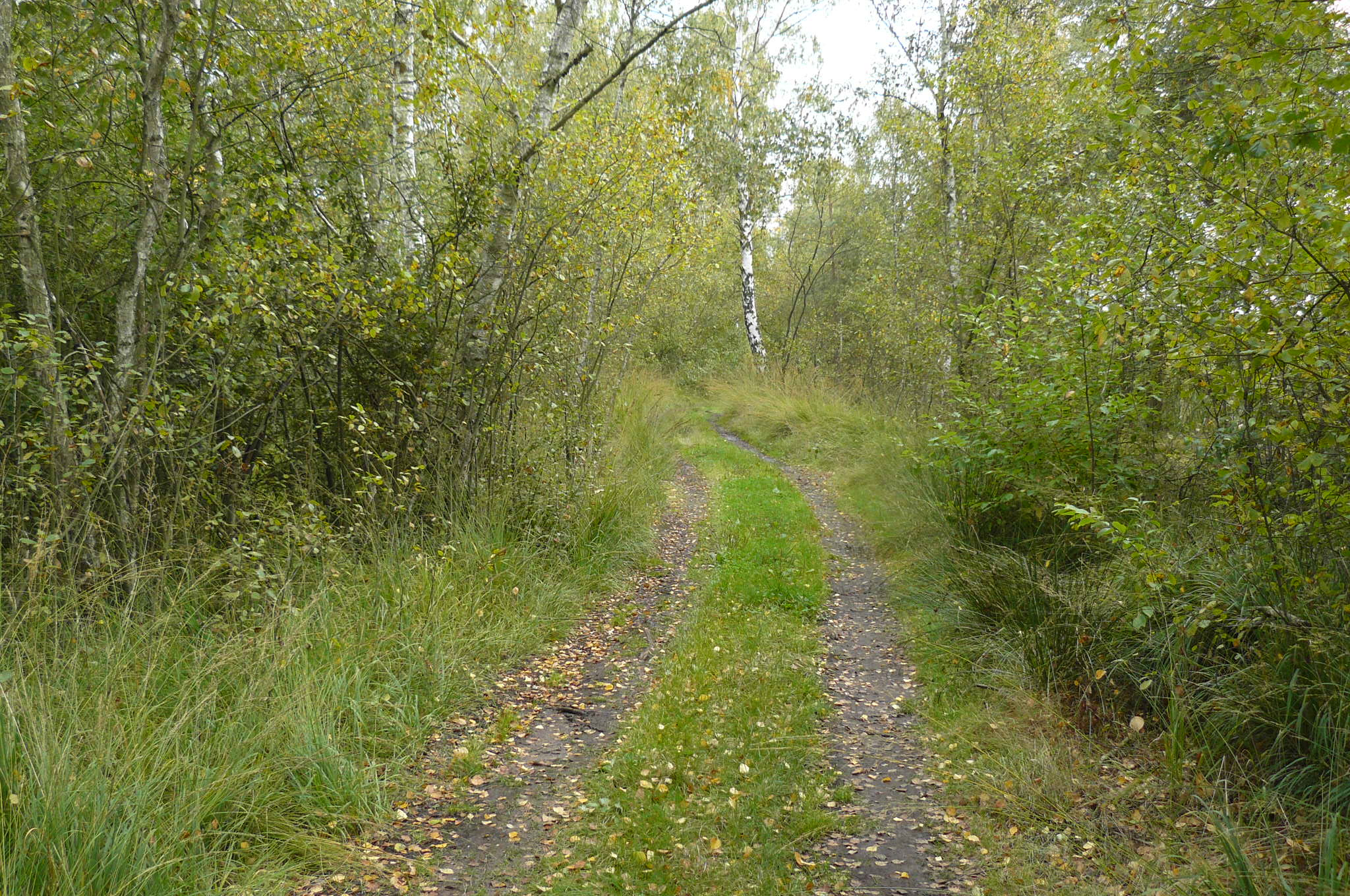
Droga na terenie bagna
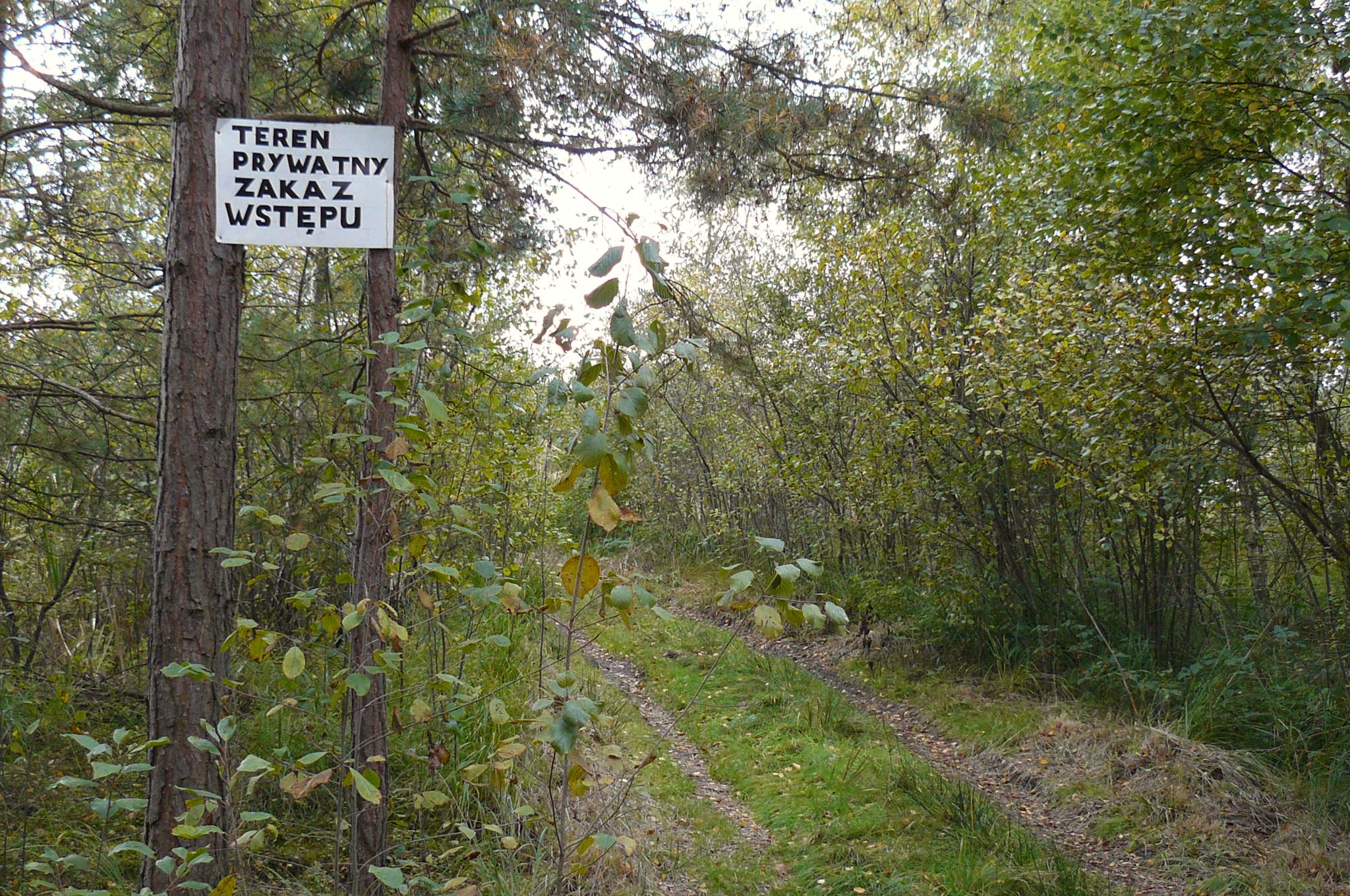
Prywatne torfianki
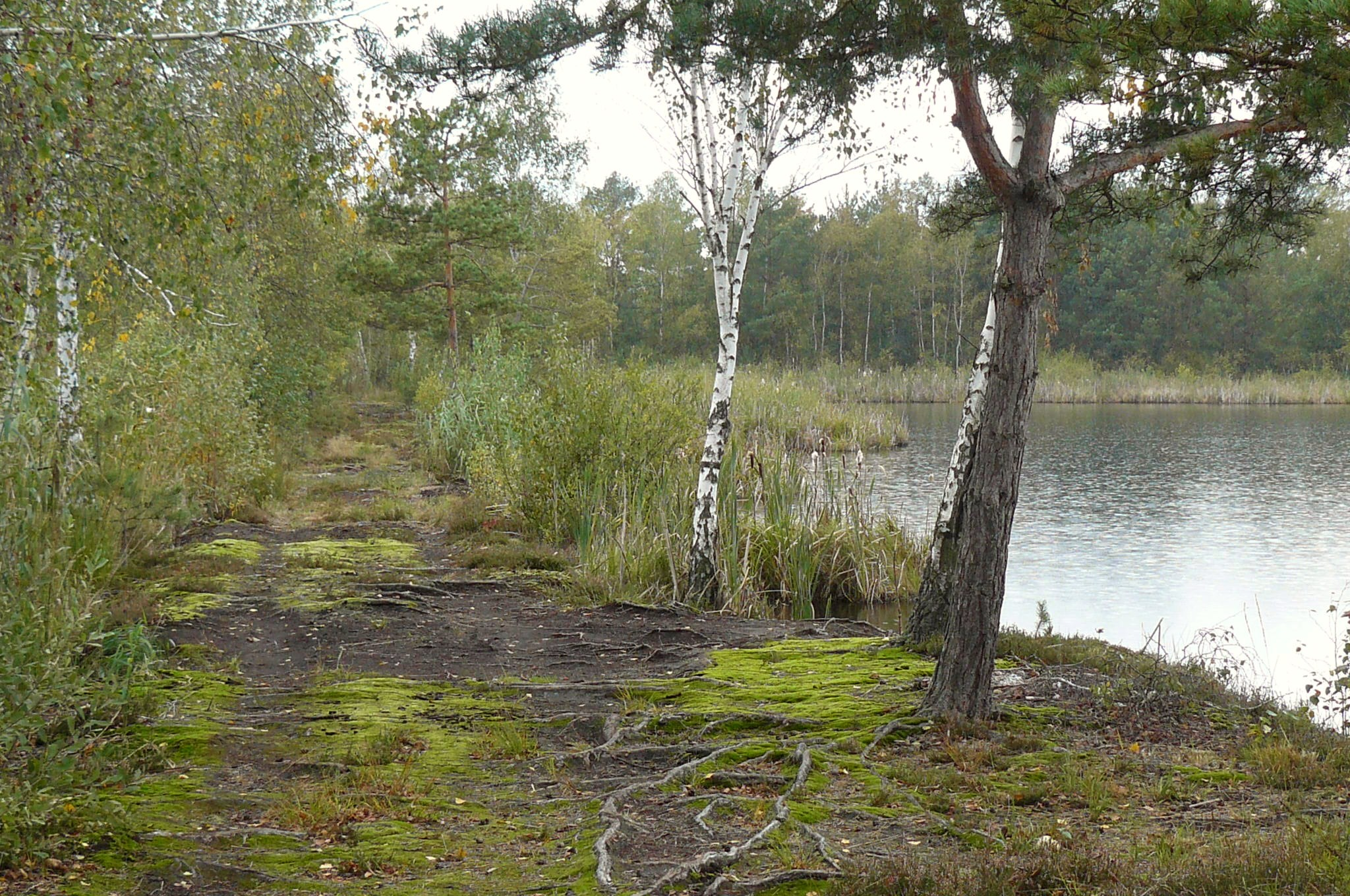
Brzeg jednej z torfianek, kobierzec mchów
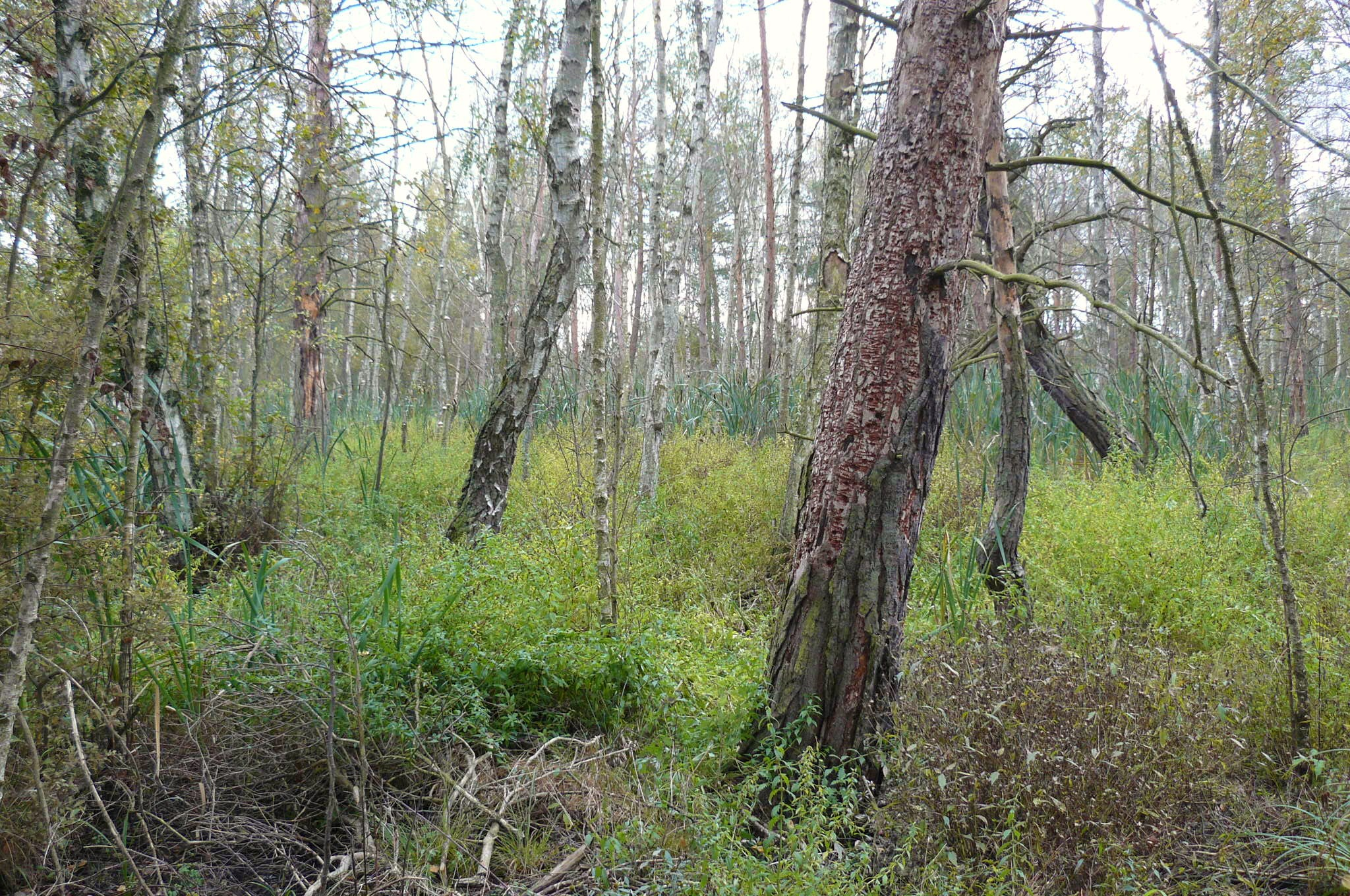
Bagna
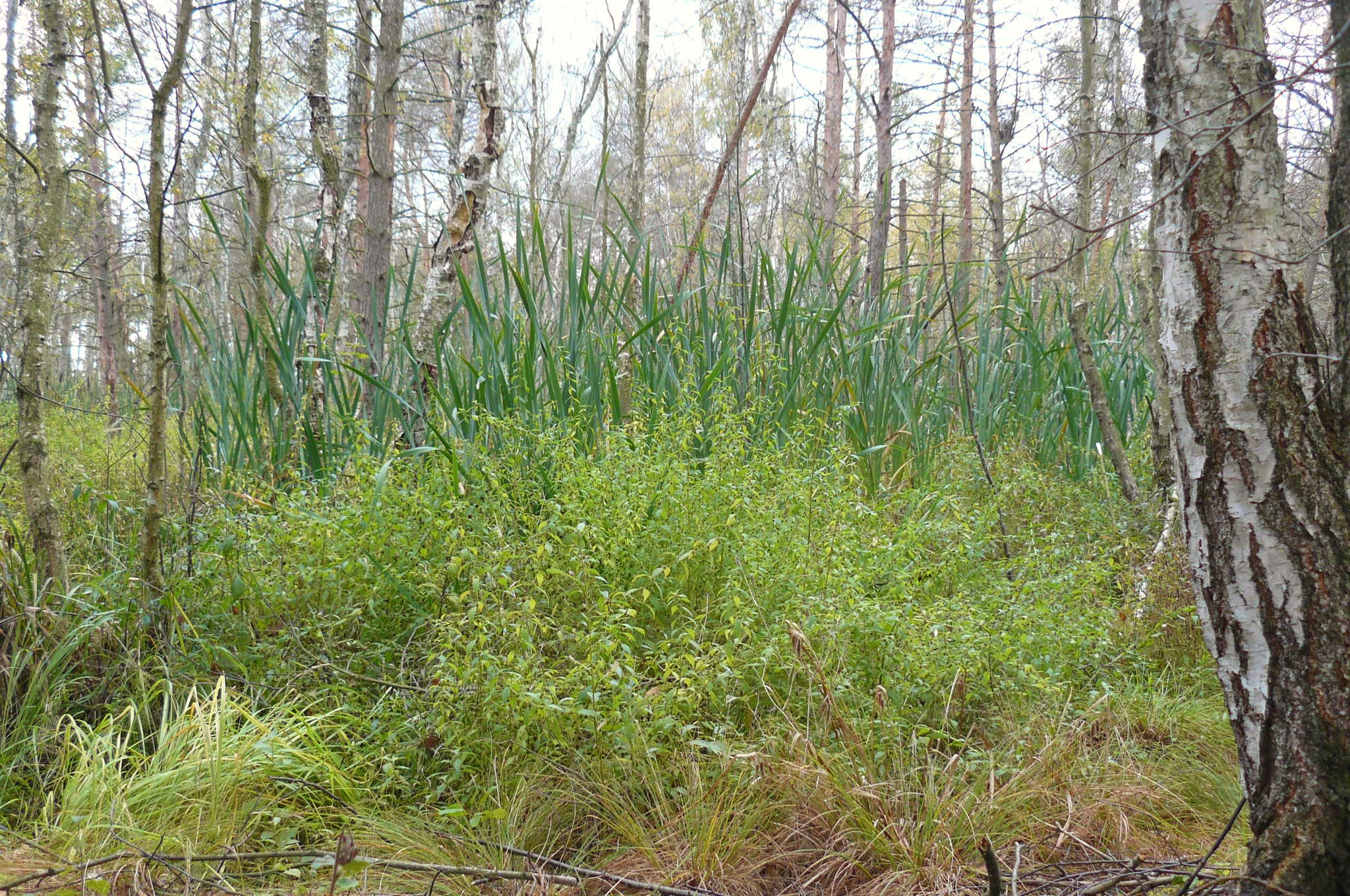
Bagna
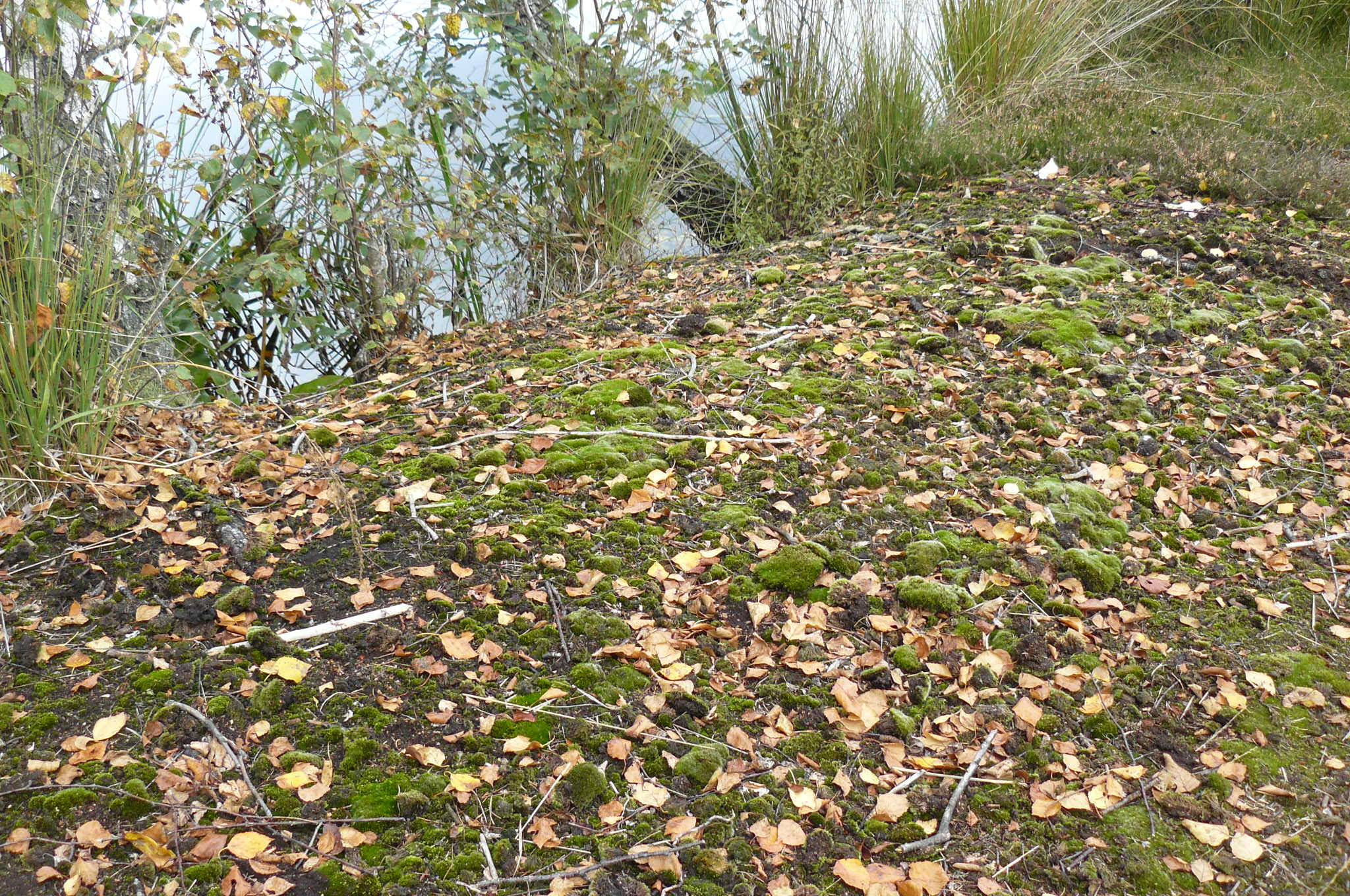
Kobierzec mchów
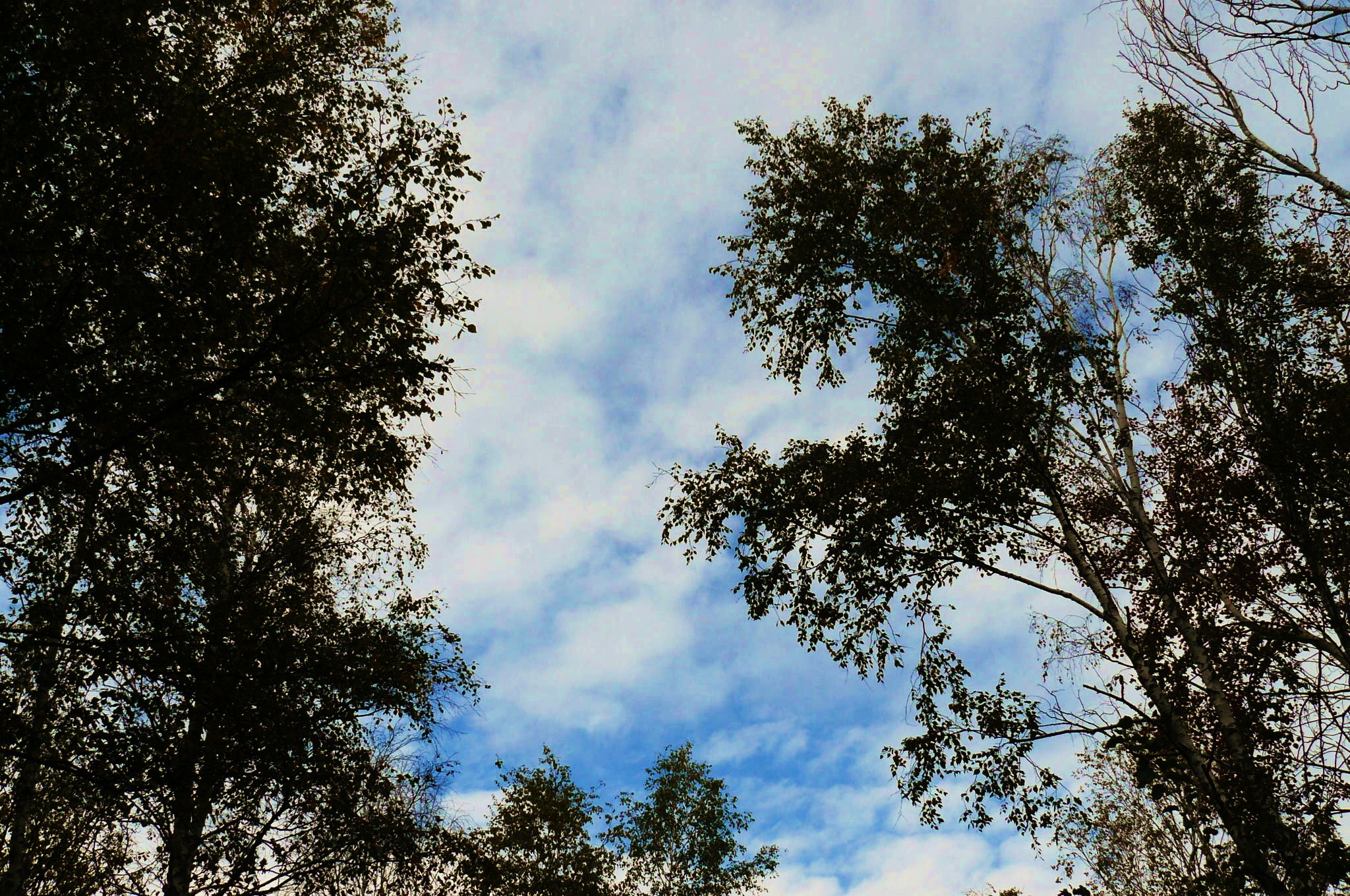
Brzozy